# Бесимо Супериоре (Бреша)
Бесимо Супериоре је насеље у Италији у округу Бреша, региону Ломбардија.
Према процени из 2011. у насељу је живело 368 становника. Насеље се налази на надморској висини од 207 м.